# Brentford
Brentford (pronunciat /ˈbrɛntfəd/) és un municipi del Regne Unit, situat al comtat de l'àrea metropolitana del Gran Londres, encara que en alguns aspectes administratius depèn del districte de Hounslow i del que n'és la capital, amb consideració diferent de les altres county towns. Situat a la vora del riu Brent, que li dona el nom, té una història molt antiga. Entre els seus residents famosos està la princesa índia Pocahontas.

## Nom
El la Crònica anglosaxona el nom d'aquesta ciutat està escrit Breguntford, segons consta en un document del 705, tot i que és clar que està format per la unió del nom del riu i el terme anglès ford, per tant el seu significat era «gual del riu Brent». El nom d'aquest riu és d'origen celta i vol dir «el sagrat». El gual probablement devia estar en la carretera principal que travessa el riu.
El desenvolupament urbà d'aquesta ciutat ha fet que es distingeixin dues zones o barris: Old Brentford (la part antiga) i New Brentford ; aquest darrer apareix escrit el 1521 com a Newe Braynford i anteriorment també era conegut amb el nom de Westbraynford perquè està situat cap a l'oest de la part antiga. Old Brentford està escrit Old Braynford en un document del 1476 i anteriorment també era conegut pel nom de Estbraynford.

## Història
El primer assentament humà que hi va haver data d'abans de la conquesta romana. En algunes excavacions s'ha trobat ceràmica de l'edat del bronze i la quantitat de restes trobades suggereixen que devia ser un lloc de confluència, potser un mercat. Al museu de Londres es conserva una banya que formava part del guarniment d'un carro cerimonial que es va trobar a Brentford i pertany a l'edat del ferro, datat entre l'any 100 aC i el 50 dC.

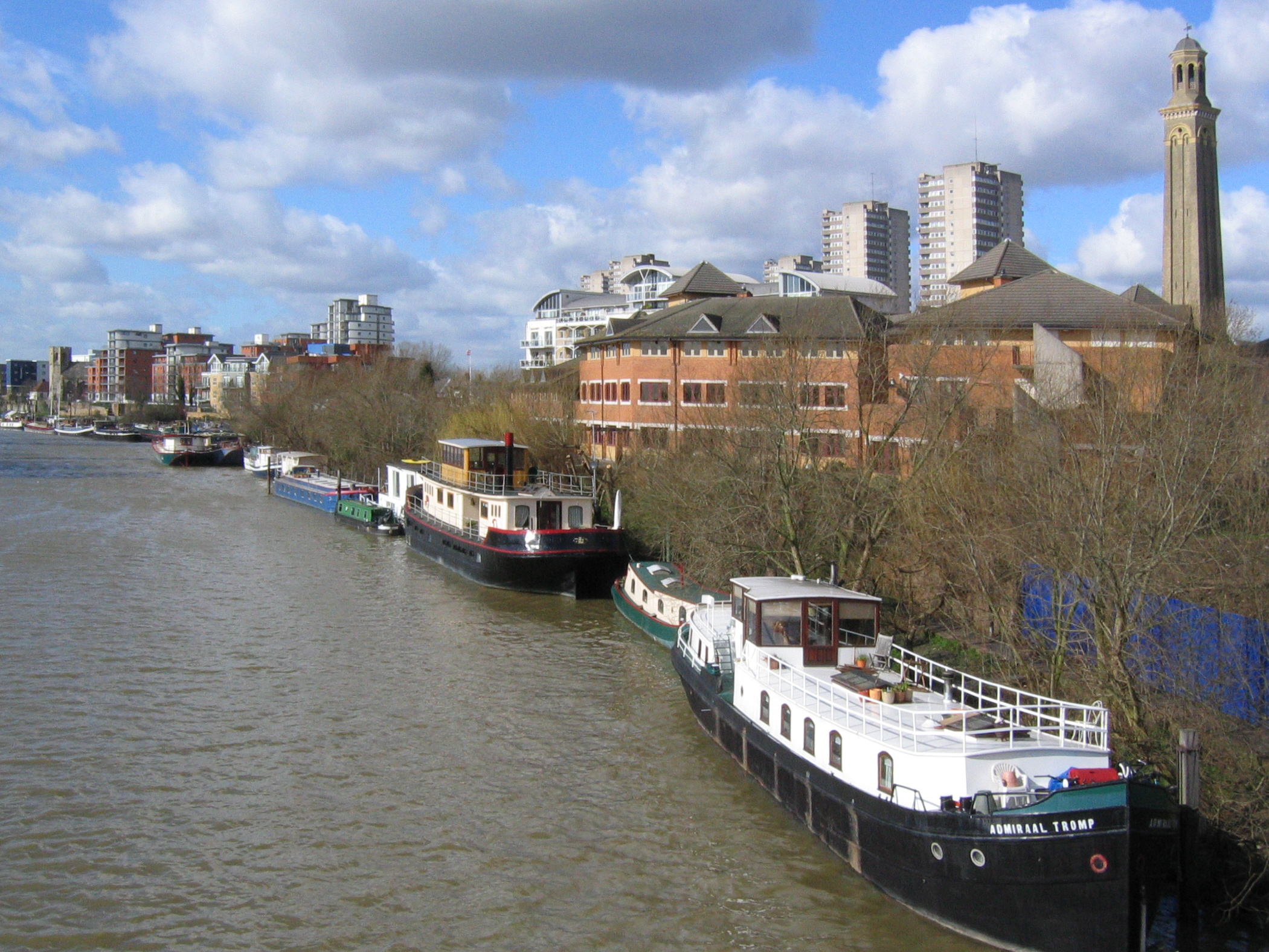
Cases vaixell en el riu Brent al seu pas per la ciutat.

El Brent és un riu de cabal irregular i en el lloc abans que el seu curs s'uneixi al Tàmesi hi havia un punt que es podia travessar a peu sense problemes. Aquest és el punt on es creu que les tropes de Juli Cèsar van triar per travessar el Tàmesi durant la seva invasió de l'any 54 aC. Segons el relat de Cèsar, van travessar a 80 milles de la mar, que és la distància a què està Brentford, i en sortir del riu van trobar una filada d'estaques, que aparèixer al segle XX quan es feien les obres de drenatge per construir una dàrsena.
Tot i que no hi ha cap prova arqueològica que ho demostri, a Brentford hi ha un monument amb una inscripció que assegura que aquí van lluitar les forces de Cèsar contra les de Cassivelaune. Hi ha, però, dos enfrontaments bèl·lics que si s'han pogut demostrar: l'un el 1016 entre l'invasor Canut i Edmund II Ironside; l'altre el 1642 durant la guerra civil anglesa.
El 1682 es va produir un incident catastròfic: una gran tempesta va causar una sobtada crescuda del riu i la subsegüent inundació de la ciutat. Durant dies només es podia circular en bots pels carrers i les aigües es van endur els fonaments d'algunes cases.
El 1717 es va instal·lar un peatge (Turnpike Trust), els diners del qual servien pel manteniment de la carretera entre Kensington i Hounslow.
Una altra inundació es va produir el 1841, quan després de set dies de pluges es va desbordar el Brent Reservoir, un pantà artificial que es va crear a començaments del segle xix per desviar les aigües del riu mentre es construïa el Grand Union Canal. Aquest pantà estava tan ple que va sobreeixir, es va esquerdar i va causar la mort d'algunes persones.

## Administració
Brentford està dividida en dos barris: Old Brentford i New Brentford, el primer és molt més gran que el segon, que va sorgir al segle xix com a barri de treballadors, un dels més pobres de Londres.
Normalment s'identifica New Brentford amb la capital (county town que tenia l'històric comtat de Middlesex el 1789, justificant això perquè va ser el lloc on es trobaven des del 1701 els cavallers per escollir el representant de la contrada (shire) per al parlament. L'any 1795 Brentford va ser oficialment nomenada county town, però no té cap edifici administratiu propi de les capitals de comtat, cosa que porta sovint a confusió.
El districte electoral al qual pertany s'anomena Borough of Hounslow i va ser creat el 1965, en compliment d'una llei del 1963 (London Government Act 1963), que fusionava tres districtes anteriors: Brentford and Chiswick Urban District, Feltham Urban District i Heston and Isleworth Urban District.
Administrativament en treu benefici de ser una ciutat inclosa dins l'àrea metropolitana de la Gran Londres.

## Economia
L'economia del municipi és principalment industrial, la majoria de la població treballa en les moltes empreses instal·lades en aquest municipi, que l'escullen per la seva proximitat amb Londres.

## Llocs d'interès

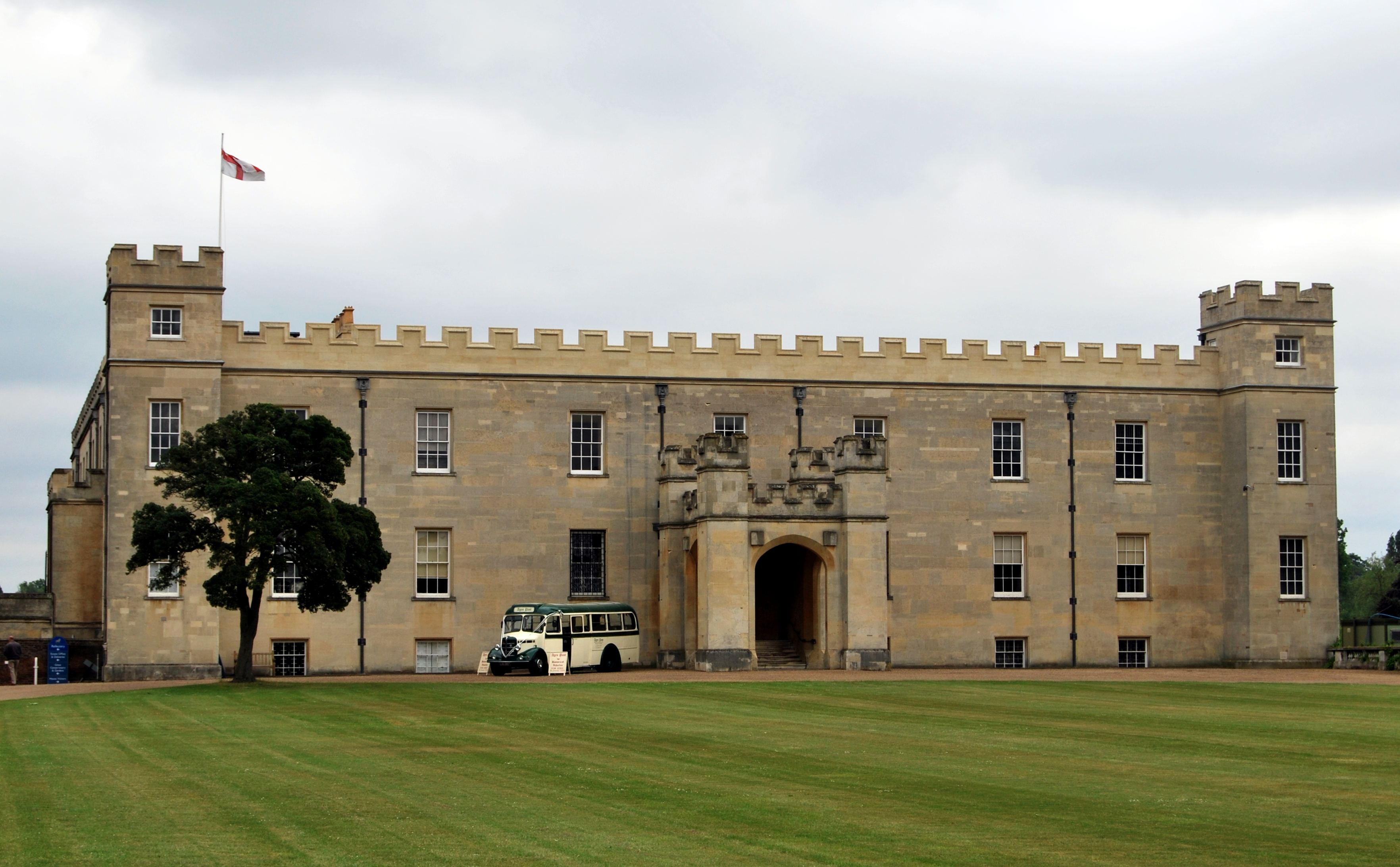
Syon House

- Syon House, un palau considerat la residència londinenca del duc de Northúmberland. Part de la finca on està és un parc públic catalogat com a reserva natural.
- Syon Park House (cal no confondre amb l'anterior) era un edific que es va demolir el 1953 i va ser l'escola on va estudiar el poeta Shelley i, anteriorment, potser fos la casa on va viure la princesa Pocahontas.[5]
- El London Butterfly House, una col·lecció d'insectes en un hivernacle, amb un insectari que és una secció del Zoo de Londres, famosa per la cria de papallones molt diverses. Al costat hi ha una secció per a rèptils, una altra per ocells exòtics. El 2008 la secció de papallones va tancar.
- La Boston Manor House, una casa pairal d'estil jacobita, construïda el 1622.[6]
- El monument de Brentford, format per la unió de dos pilars d'un antic pont, en els quals hi ha inscrites les dates d'esdeveniments històrics d'aquesta ciutat.
- L'església de sant Pau, construïda el 1868.
- L'església de la santa Fe, del 1907, en estil neogòtic.
- L'església de sant Llorenç, del segle xii, reconstruïda al segle xviii.
- Els Banys, unes piscines que són exemple de l'arquitectura victoriana.[9]
- El museu de la música
- El museu de l'enginyeria hidràulica
- La biblioteca pública, feta amb diners de la fundació americana Carnegie, obra de l'arquitecte Nowell Parr.